# Atentado de la estación de Quetta de 2024
El 9 de noviembre de 2024, al menos 32 personas murieron y otras 55 resultaron heridas en un atentado suicida en la estación de tren de Quetta, en la ciudad homónima, en la región de Baluchistán, al noroeste de Pakistán. El Ejército de Liberación de Baluchistán (BLA), un grupo terrorista designado por la ONU, se atribuyó la responsabilidad del ataque suicida. Fue la primera vez que el BLA atacó el centro de Quetta.

## Fondo
La estación de tren de Quetta es un importante centro de transporte en Quetta y una de las estaciones más grandes del Baluchistán pakistaní.

## Ataque

La estación de tren de Quetta en 2023.

Alrededor de las 8:25 a.m., un atacante suicida detonó un artefacto explosivo en un andén lleno de gente cerca de la taquilla de la estación de tren de Quetta, donde entre 150 y 200 personas esperaban un tren con destino a Rawalpindi. La explosión dañó el techo del andén y destruyó un puesto de té. Al menos 32 personas murieron, incluidos 19 soldados y seis empleados. Otras 55 resultaron heridas. Varias de las víctimas se encontraron en estado crítico.
El Ejército de Liberación de Baluchistán, un grupo étnico secesionista, emitió un comunicado en el que se atribuyó la responsabilidad del atentado diciendo que fue llevado a cabo por la Brigada Majeed del grupo. El grupo dijo que tenía como objetivo a los soldados, que el inspector general de policía de Baluchistán, Moazzam Jah Ansari, dijo que eran de la "Escuela de Infantería". El Departamento Antiterrorista informó que el atacante llevaba entre 8 y 10 kilogramos (18 a 22 libras) de material explosivo dentro de una bolsa.

## Secuelas
En el atentado murieron 32 personas, incluido el autor del atentado, y otras 55 resultaron heridas. Los restos del atacante fueron enviados a un análisis de ADN para su identificación. Veinticuatro de las víctimas fueron trasladadas al Hospital Militar Combinado y 13 al Centro de Traumatología. Los funcionarios del hospital indicaron que 25 pacientes heridos recibieron tratamiento inicial y luego fueron dados de alta.
Dos trenes en la estación ferroviaria, el Jaffar Express y el Bolan Mail, fueron suspendidos durante cuatro días después del atentado debido a preocupaciones de seguridad.

## Autoría
El 10 de noviembre de 2024, el Ejército de Liberación de Baluchistán publicó una foto del atacante y lo identificó como Muhammad Rafiq Bizenjo. Bizenjo se unió al BLA en 2017 bajo el alias "Washen" y se presentó voluntario para un ataque suicida en 2023. Se unió y recibió entrenamiento con la Brigada Majeed durante más de un año.

## Reacciones
El ataque fue condenado por el ministro jefe de Baluchistán, Sarfraz Bugti, el presidente de la Asamblea Nacional de Pakistán, Sardar Ayaz Sadiq, y el primer ministro de Pakistán, Shehbaz Sharif, junto con los ministerios de Asuntos Exteriores de Afganistán, Irán, Sri Lanka, los Emiratos Árabes Unidos, Jordania, el Palestina y Turquía, y la embajada de los Estados Unidos en Pakistán. Los líderes del mundo y diplomáticos, incluido el presidente de Rusia, Vladímir Putin, el primer ministro de Malasia, Anwar Ibrahim, el secretario general de la ONU, Antonio Guterres, y la alta comisionada británica, Jane Marriott, transmitieron sus condolencias y condenaron el ataque.
El gobierno de Baluchistán declaró tres días de luto del 11 al 13 de noviembre, mientras que las medidas de seguridad en Quetta se incrementaron significativamente.